# Симитис, Костас
Константинос (Костас) Симитис (греч. Κωνσταντίνος Σημίτης, 23 июня 1936, Пирей — 5 января 2025, Коринф, Коринф, Греция[…]) — греческий политик, премьер-министр Греции и лидер ПАСОК в 1996—2004 годах.

## Биография
Симитис родился в 23 июня 1936 года в Пирее. Согласно архивам Коммунистической партии Греции, его отец, Георгиос, был пособником нацистских немцев в 1941—1944 годах. Он изучал право в Марбургском университете в ФРГ и экономику в Лондонской школе экономики. Женат на Дафни Аркадиу, имеет двух дочерей. Начал свою преподавательскую деятельность в качестве профессора в Констанцском университете, Германия.
В 1965 году вернулся в Грецию. Принимал активное участие в борьбе против военного режима в стране (1967—1974), был приговорён к 2 годам лишения свободы. В 1969 году покинул страну и перебрался в Германию. Его жена пробыла за решеткой два месяца. В 1970 году Симитис стал членом Всегреческого освободительного движения, созданного в Германии.
В 1974 году вернулся в Грецию и стал одним из основателей партии ПАСОК. Он был избран членом Исполнительного бюро и ЦК ПАСОК. С 1977 года он был профессором в университете «Пандион», Афины. После победы на выборах ПАСОК в 1981 году был назначен министром сельского хозяйства. Он также был в разное время министром национальной экономики, министром образования и министром промышленности.

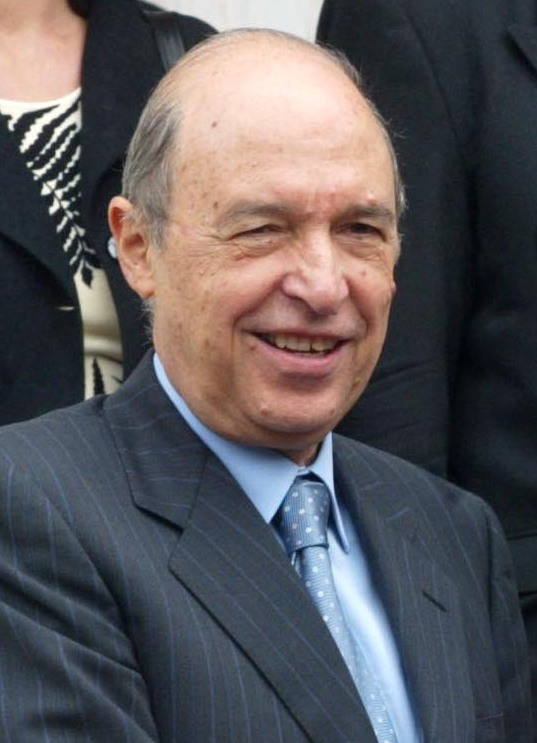
2003 год

После ухода в отставку Андреаса Папандреу 18 января 1996 года, он был избран премьер-министром парламентской группой ПАСОК. 30 июня того же года на четвертом съезде ПАСОК Симитис был избран председателем партии. ПАСОК выиграла парламентские выборы 22 сентября 1996 года, и Симитис был вновь был избран премьер-министром. На пятом конгрессе (1999) был повторно избран председателем партии ПАСОК. На выборах 9 апреля 2000 года, Симитис и ПАСОК победили с небольшой разницей в голосах. Был переизбран председателем на шестом съезде партии (октябрь 2001).
7 января 2004 года Костас Симитис объявил о своей отставке с поста президента ПАСОК. 8 февраля 2004 года Георгиос Папандреу был избран председателем партии ПАСОК. Несмотря на популярность Папандреу, на выборах 7 марта 2004 года победила консервативная партия Новая демократия, и премьер-министром стал Костас Караманлис.
Константинос Симитис был председателем Европейского совета в первой половине 2003 года как премьер-министр Греции.
В 2009 году Костас Симитис оказался в центре коррупционного скандала с компанией «Siemens» в Греции. В январе 2011 года парламентская следственная комиссия обнародует рекомендации относительно уголовной ответственности экс-министров правительства, возглавляемого Симитисом.

### Смерть
5 января 2025 года Симитис был найден без сознания в своём загородном доме в Коринфе к западу от Афин. Его доставили в больницу, где он скончался несколько часов спустя в возрасте 88 лет. Правительство объявило 4-дневный официальный траур и организовало Симитису государственные похороны, которые состоялись в кафедральном соборе Афин 9 января. Он был похоронен на Первом кладбище Афин.